# Schäftlarnstraße
Die Schäftlarnstraße ist eine Innerortsstraße in den Stadtbezirken Sendling (Nr. 6) und Thalkirchen-Obersendling-Forstenried-Fürstenried-Solln (Nr. 19) von München.

## Verlauf
Die Straße nimmt im Norden an der Einmündung der Isartalstraße (die sich bis 1968 entlang des Großen Stadtbach und dem Werkkanal – heute teilweise als Hans-Preißinger-Straße und als Straße Am Isarkanal noch vorhanden – bis zum Thalkirchner Platz fortsetzte -) in die Lagerhausstraße knapp südlich des Bahn-Südrings ihren Anfang. Hier auf dem Gelände des Blumengroßmarkts (Nr. 2) befinden sich die kostenpflichtigen und zahlenmäßig begrenzten Parkplätze der Isarphilharmonie. Die Straße führt der Isar aufwärts folgend unweit des linken Ufers des Großen Stadtbachs und des Werkkanals nach Thalkirchen. Dabei verläuft sie entlang der Trasse der aufgelassenen und abgebauten Isartalbahn, die mit dem über den Südbahnhof an das Bahnstreckennetz angebundenen Isartalbahnhof begann. Das Empfangsgebäude (Nr. 9) ist erhalten, steht unter Denkmalschutz und wird von der Johanniter-Unfall-Hilfe genutzt. Die Westseite der Straße wird vom Komplex der Großmarkthalle München (Schäftlarnstraße 10; geschütztes Ensemble E-1-62-000-88) begrenzt. Die Großmarkthalle hat hier auch ihre LKW-Zufahrt.

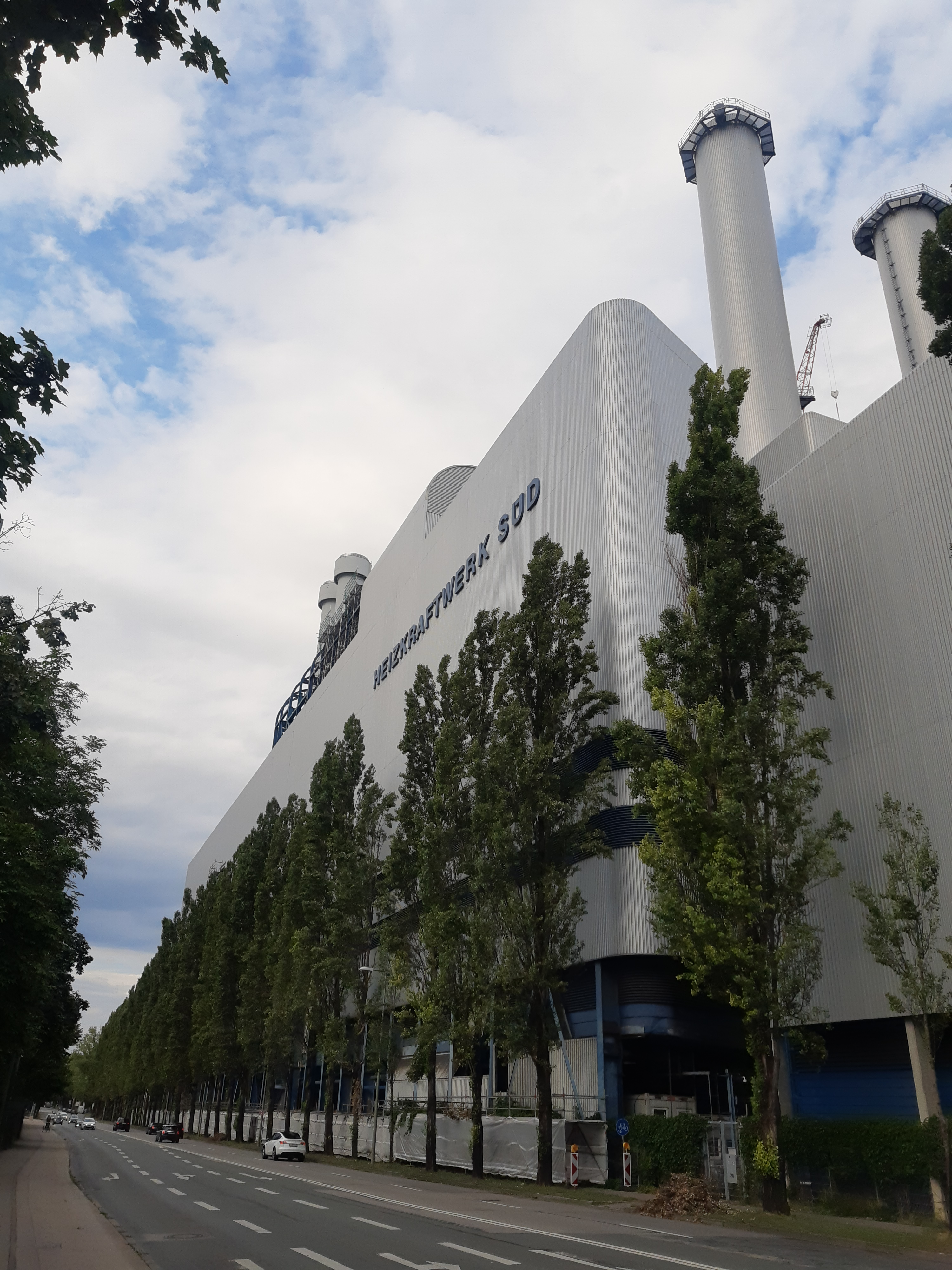
Heizkraftwerk Süd

Auf der Ostseite folgen zur Isar hin die Geothermieanlage und das Heizkraftwerk Süd (Nr. 15) der Stadtwerke München. Südlich des Kraftwerkskomplexes kreuzt die Brudermühlstraße als Teil des Mittleren Rings, der knapp östlich auf der Brudermühlbrücke die Isar quert und unmittelbar östlich in den Brudermühltunnel übergeht, über dem die Brudermühlstraße weiter nach Westen führt.

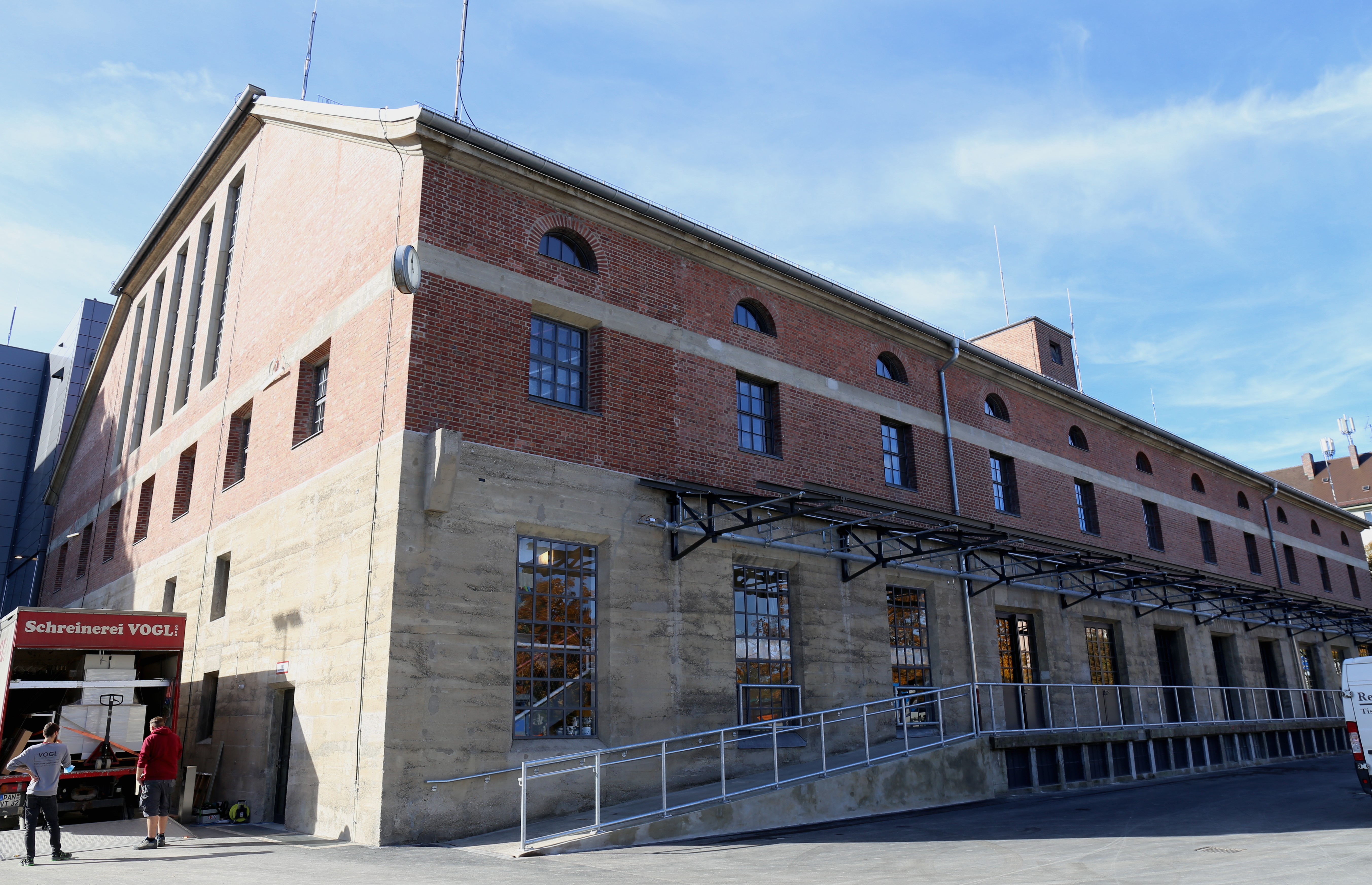
Gasteig HP8 mit der unter Denkmalschutz stehenden Halle E

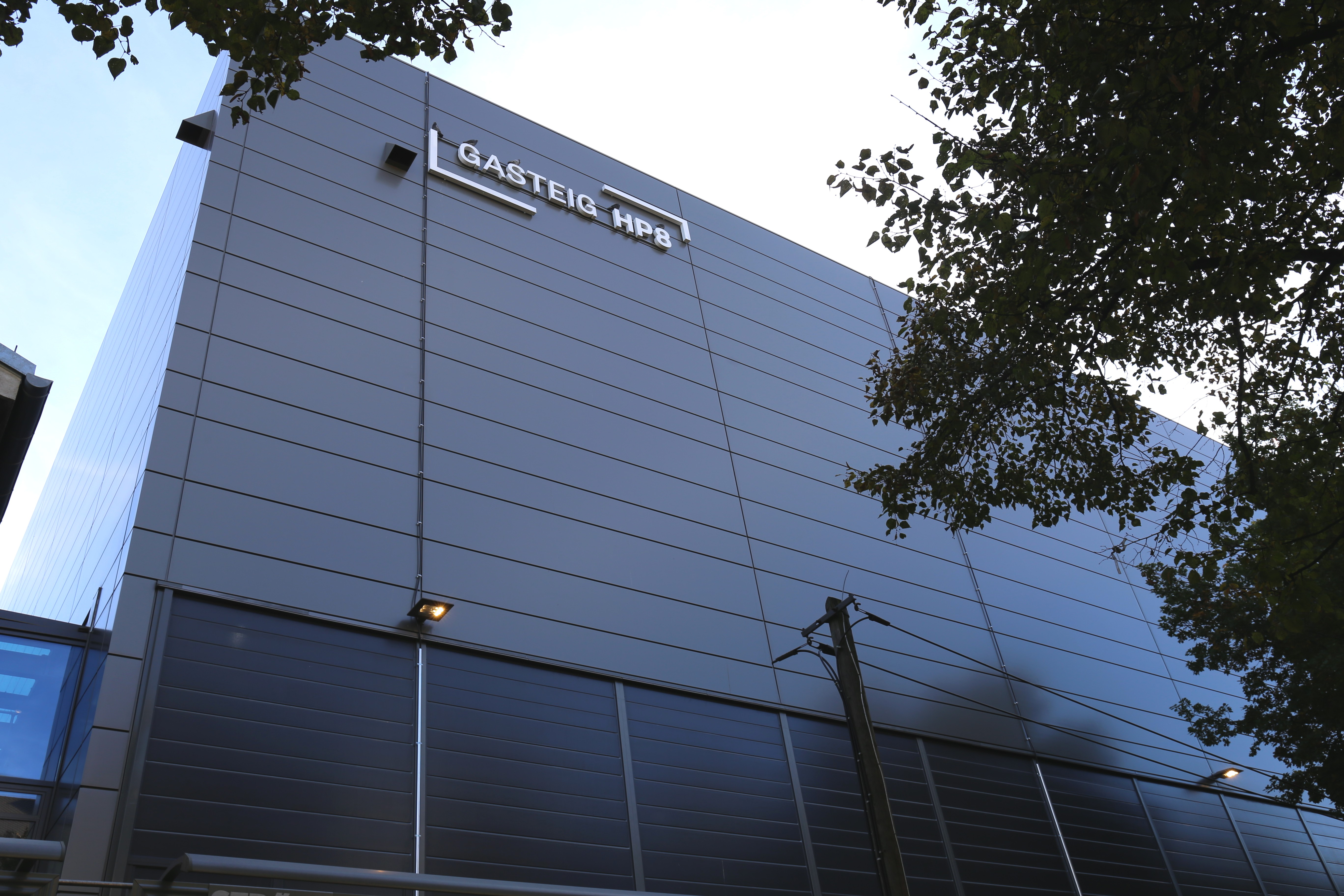
Die Isarphilharmonie

Hier beginnt an der Westseite ab dem Haus Nr. 62 Wohnbebauung, während auf der Ostseite das Kulturzentrum Gasteig HP8 (Anschrift: Hans-Preißinger-Straße 8) mit dem als Interimsbau errichteten Konzertsaal der Isarphilharmonie mit hoch gelobter Akustik liegt, in die die zum Foyer umgebaute, denkmalgeschützte Trafohalle integriert ist. In der Fortsetzung der Straße zweigt am Sigi-Sommer-Platz nach Westen die Dietramszeller Straße in Richtung zur Thalkirchner Straße ab, auf die sie an der Südostecke des Alten Israelitischen Friedhofs trifft. An der Ostseite der Schäftlarnstraße findet sich ein Betriebsgelände des städtischen Baureferats (Wasserbau und Bauwerksunterhaltung). Weiter folgen mehrere Krankenhäuser (Klinikstandort Am Isarkanal), die aus der ehemaligen Rinecker-Klinik (mit Anschrift Am Isarkanal) hervorgegangen sind; hier besteht über die Schinderbrücke auch ein Zugang zu dem von Isar und Isar-Werkkanal mit dem Isarwerk 2 sowie dessen Fortsetzung Großer Stadtbach umschlossenen inselartigen Flaucher mit seinem Flussauencharakter mit der von dem Lokalkolumnisten Siegfried Sommer (nach dem der an der Schäftlarnstraße gelegene Sigi-Sommer-Platz benannt ist) geprägten Bezeichnung Isar-Riviera. Die Schäftlarnstraße kreuzt schließlich die Pognerstraße und die Tierparkstraße, die zur Thalkirchner Brücke über die Isar führt. Sie geht beim Thalkirchner Platz in die Maria-Einsiedel-Straße über.

## Geschichte und Namensgeber
Die Straße wurde im Zug der Errichtung der Isartalbahn geschaffen. Die Benennung nach dem Kloster Schäftlarn im Isarftal erfolgte 1894.

## Öffentlicher Verkehr
Am Südende der Straße liegt der U-Bahnhof Thalkirchen. An der Brudermühlstraße kreuzen zwei Buslinien, darunter die Expressbuslinie X30 zum Ostbahnhof und zum Harras. Zum Isartalbahnhof fuhr die bereits in den 1960er Jahren eingestellte Straßenbahnlinie 10.

## Denkmalgeschützte Gebäude
- Nr. 9: ehemaliger Isartalbahnhof, Neurenaissance-Rohbacksteinbau mit kräftiger Risalitgliederung, um 1892 (Denkmalliste D-1-62-000-6121)
- Nr. 70: Wohnhaus, zweigeschossiger Satteldachbau mit Mezzanin, Neurenaissance, um 1880 (Denkmalliste D-1-62-000-998)
- Nr. 90/92/Bruderhofstraße 41/43: Mietswohnanlage, viergeschossiger Mansarddachbau in Ecklage mit Zwerchhauserkern, turmartiger Überhöhung der Ecke, Gauben und kleinen Balkonen, Putzgliederung, im Reformstil, vom Baubüro Heilmann & Littmann, 1911; schmiedeeisernes Gitter an der Durchfahrt mit illusionistischer Gestaltung, gleichzeitig (Denkmalliste D-1-62-000-11088)
- Nr. 156: Mietshaus, in Ecklage, Neurenaissance, 1898/99 von Josef Heilmeyer (Denkmalliste D-1-62-000-6122)
- Nr. 158: Mietshaus, Neurenaissance, mit Erker, 1895/96 von Wolfgang Schreiner (Denkmalliste D-1-62-000-6123)
- Nr. 166a/168/170/172: Teil einer Mietshausanlage, 1927 von Oswald E. Bieber und Wilhelm Hollweck; siehe Pognerstraße 19/21/23/25 und Alfred-Schmidt-Straße 34/36 (Denkmalliste D-1-62-000-5449)

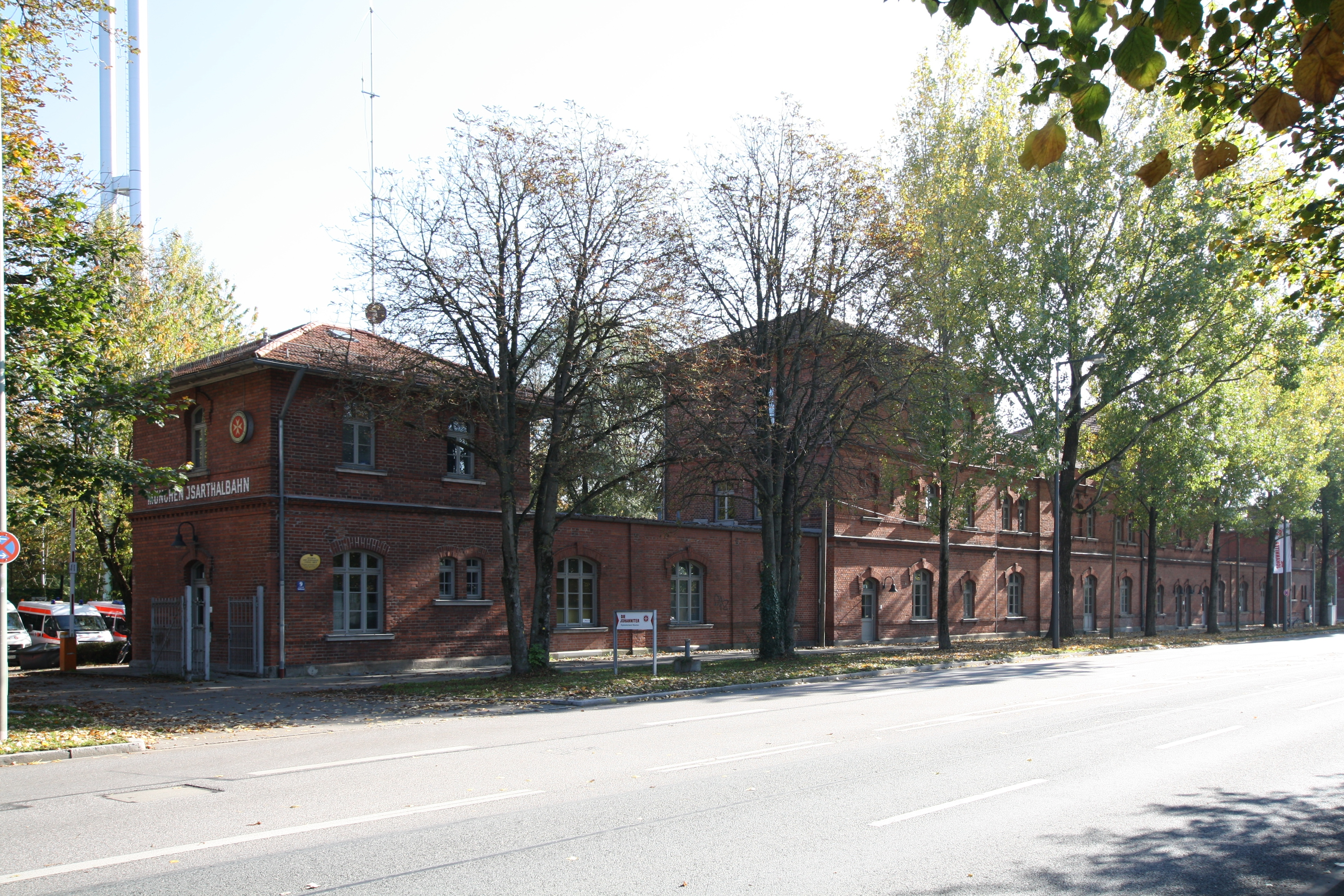
Isartalbahnhof
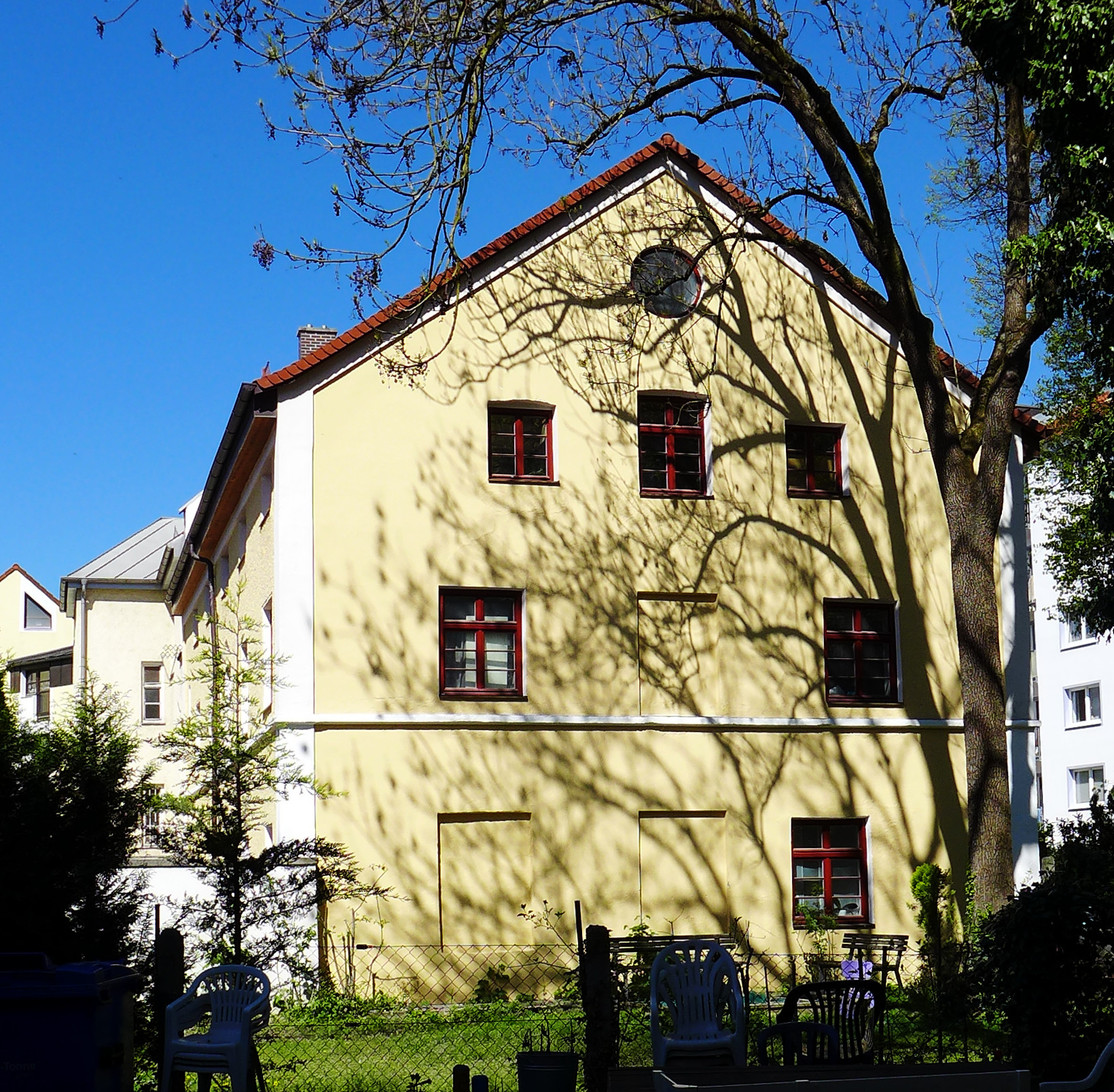
Schäftlarnstraße 70
Schäftlarnstraße 90/92
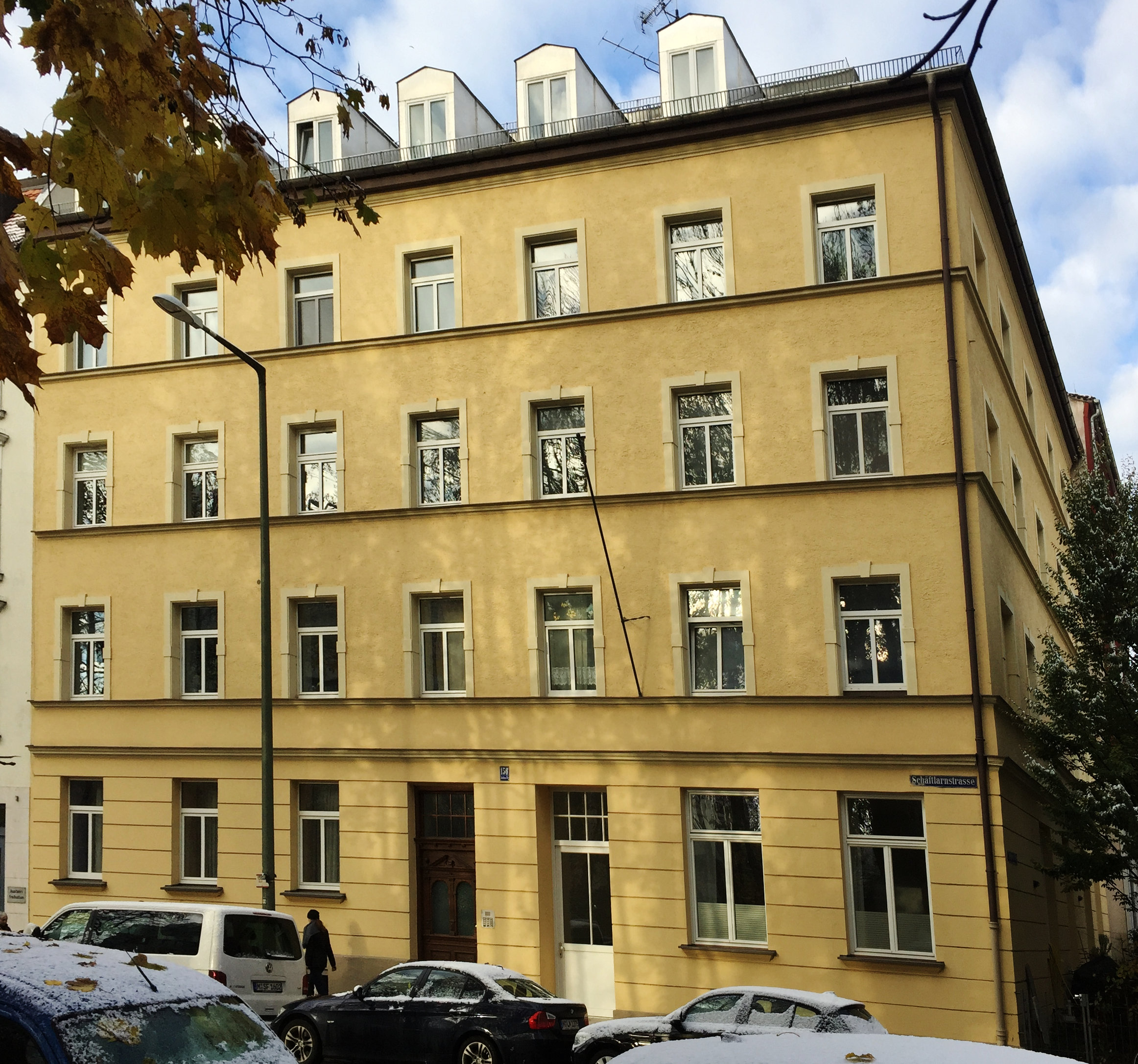
Schäftlarnstraße 156
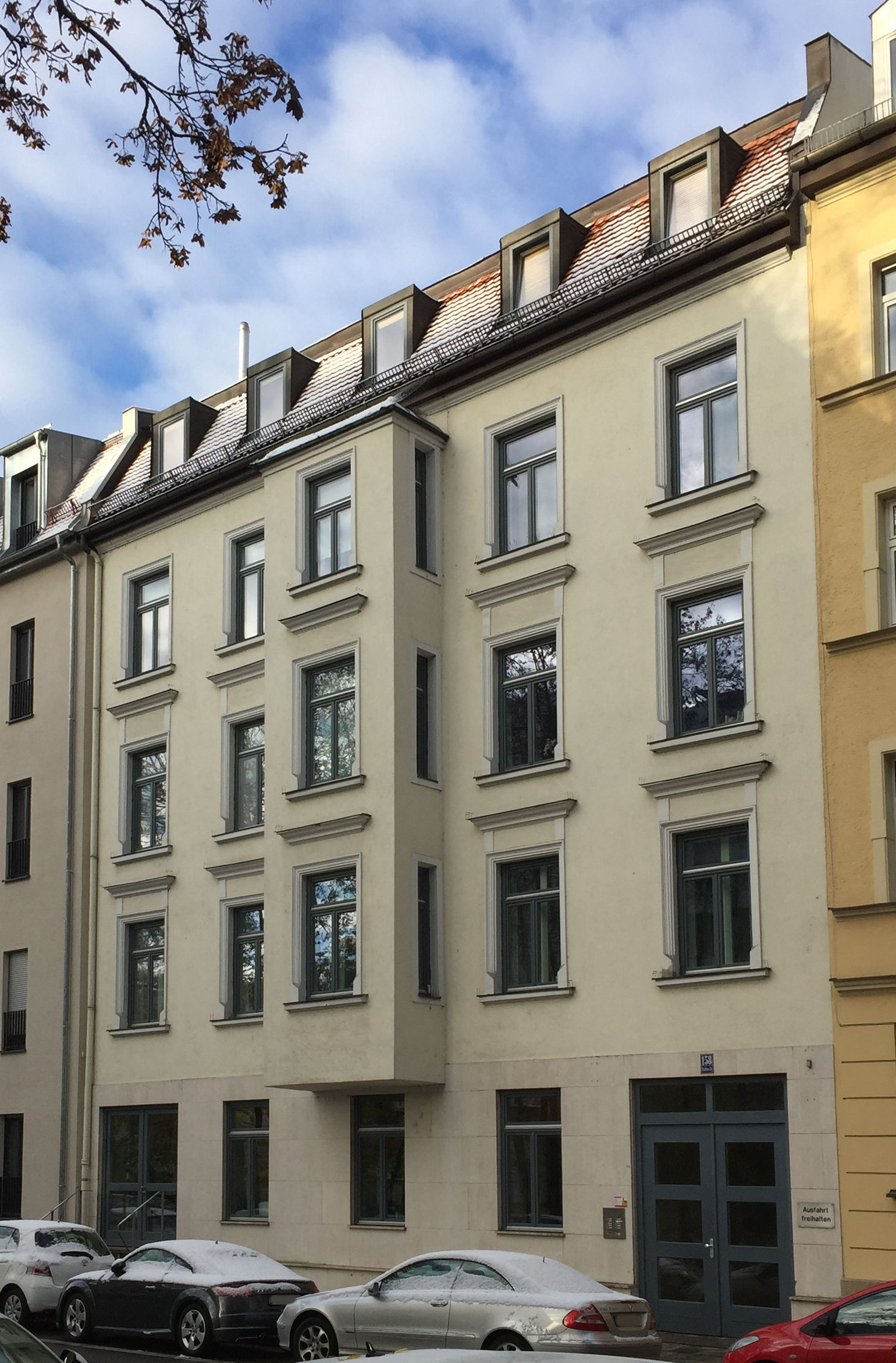
Schäftlarnstraße 158
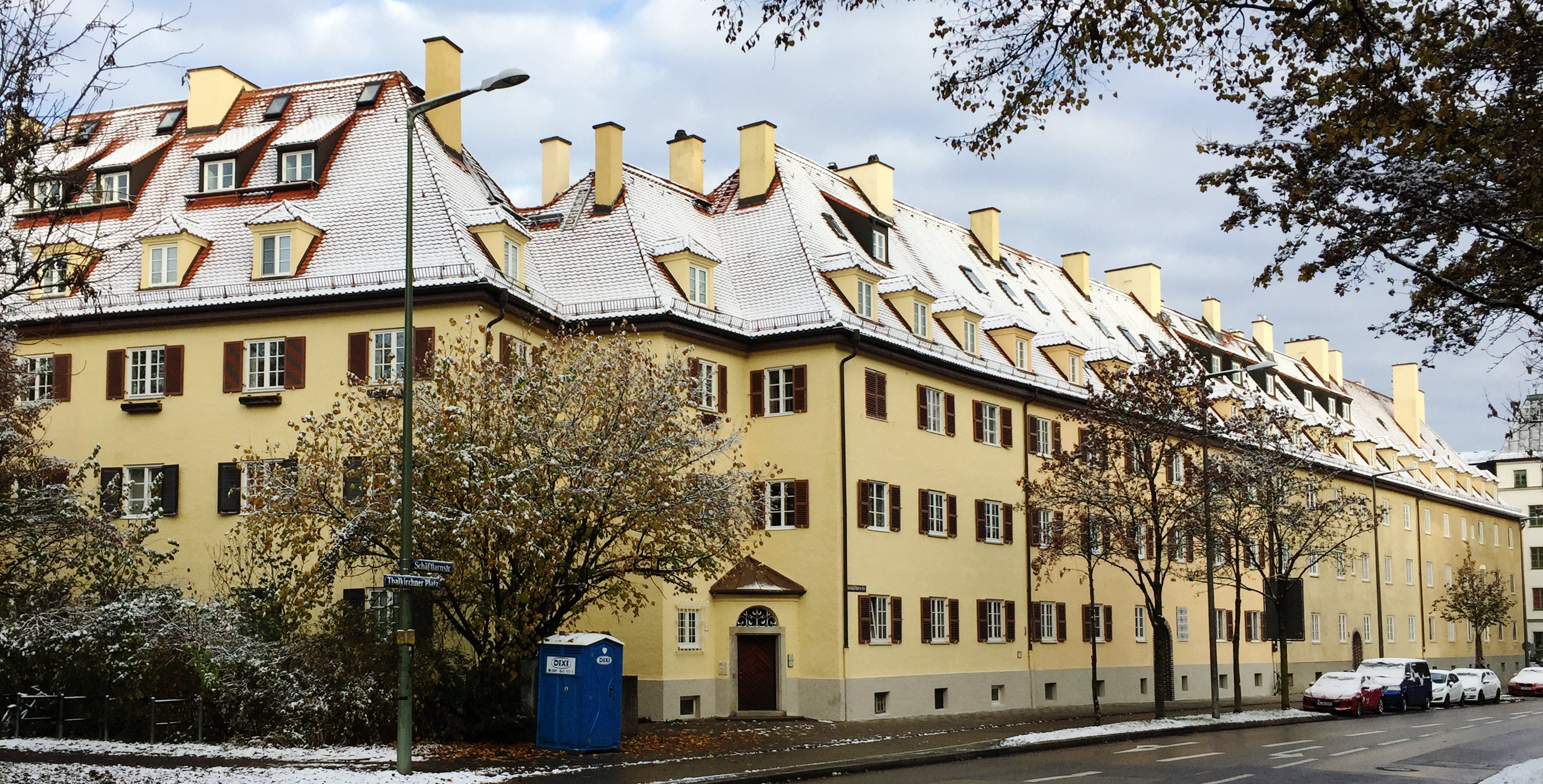
Schäftlarnstraße 166/172